# Curación de la hemorroísa

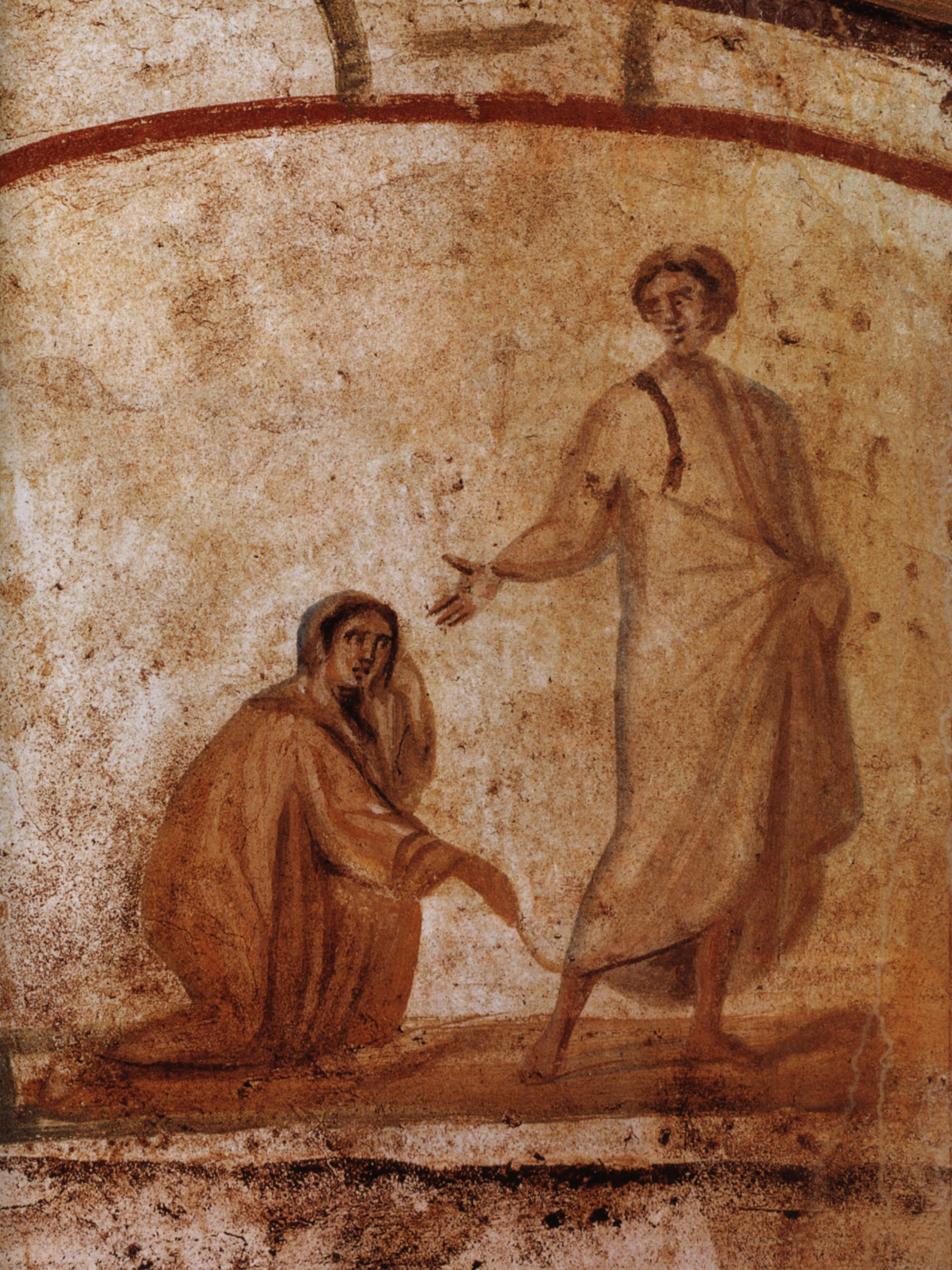
Cristo curando a una mujer sangrando, tal como se representa en las Catacumbas de Marcelino y Pedro.

La curación de la mujer con flujo de sangre es uno de los milagros de Jesús registrados en los evangelios sinópticos.(Mateo 9:20–22, Marcos  5:25–34, Lucas  8:43–48).

## Contexto
En los relatos evangélicos, este milagro sigue inmediatamente al exorcismo en Gerasa y se combina con el milagro de la resurrección de la hija de Jairo. La narración interrumpe el relato de la hija de Jairo, un elemento estilístico que los estudiosos denominan narrativa intercalada.

## Texto bíblico
- Según Mateo: (9; 18-26)

Mientras les decía estas cosas, un hombre importante se acercó, se postró ante él y le dijo: —Mi hija se acaba de morir, pero ven, pon la mano sobre ella y vivirá. Jesús se levantó y le siguió con sus discípulos. En esto, una mujer que padecía flujo de sangre hacía doce años, acercándose por detrás, tocó el borde de su manto, porque se decía a sí misma: «Con sólo tocar su manto me curaré». Jesús se volvió y mirándola le dijo: —Ten confianza, hija, tu fe te ha salvado. Y desde ese mismo momento quedó curada la mujer. Cuando llegó Jesús a la casa de aquel hombre y vio a los músicos fúnebres y a la gente alterada, comenzó a decir: —Retiraos; la niña no ha muerto, sino que duerme. Pero se reían de él. Y, cuando echaron de allí a la gente, entró, la tomó de la mano y la niña se levantó. Y esta noticia corrió por toda aquella comarca.

- Según Marcos:(5; 21-43)

Y tras cruzar de nuevo Jesús en la barca hasta la orilla opuesta, se congregó una gran muchedumbre a su alrededor mientras él estaba junto al mar. Viene uno de los jefes de la sinagoga, que se llamaba Jairo. Al verlo, se postra a sus pies y le suplica con insistencia diciendo: —Mi hija está en las últimas. Ven, pon las manos sobre ella para que se salve y viva. Se fue con él, y le seguía la muchedumbre, que le apretujaba. Y una mujer que tenía un flujo de sangre desde hacía doce años, y que había sufrido mucho a manos de muchos médicos y se había gastado todos sus bienes sin aprovecharle de nada, sino que iba de mal en peor, cuando oyó hablar de Jesús, vino por detrás entre la muchedumbre y le tocó el manto —porque decía: «Con que toque sus ropas, me curaré»—. Y de repente se secó la fuente de sangre y sintió en su cuerpo que estaba curada de la enfermedad. Y al momento Jesús conoció en sí mismo la fuerza salida de él y, vuelto hacia la muchedumbre, decía: —¿Quién me ha tocado la ropa? Y le decían sus discípulos: —Ves que la muchedumbre te apretuja y dices: «¿Quién me ha tocado?». Y miraba a su alrededor para ver a la que había hecho esto. La mujer, asustada y temblando, sabiendo lo que le había ocurrido, se acercó, se postró ante él y le dijo toda la verdad. Él entonces le dijo: —Hija, tu fe te ha salvado. Vete en paz y queda curada de tu dolencia. Todavía estaba él hablando, cuando llegan desde la casa del jefe de la sinagoga, diciendo: —Tu hija ha muerto, ¿para qué molestas ya al Maestro? Jesús, al oír lo que hablaban, le dice al jefe de la sinagoga: —No temas, tan sólo ten fe. Y no permitió que nadie le siguiera, excepto Pedro, Santiago y Juan, el hermano de Santiago. Llegan a la casa del jefe de la sinagoga, y ve el alboroto y a los que lloraban y a las plañideras. Y al entrar, les dice: —¿Por qué alborotáis y estáis llorando? La niña no ha muerto, sino que duerme. Y se burlaban de él. Pero él, haciendo salir a todos, toma consigo al padre y a la madre de la niña y a los que le acompañaban, y entra donde estaba la niña. Y tomando la mano de la niña, le dice: —Talitha qum — que significa: «Niña, a ti te digo, levántate». Y enseguida la niña se levantó y se puso a andar, pues tenía doce años. Y quedaron llenos de asombro. Les insistió mucho en que nadie lo supiera, y dijo que le dieran a ella de comer.

- Según Lucas:(8; 40-56)

Al volver Jesús le recibió la muchedumbre, porque todos estaban esperándole. Entonces llegó un hombre, llamado Jairo, que era jefe de la sinagoga, y se postró a los pies de Jesús suplicándole que entrase en su casa, porque tenía una hija única de unos doce años que se estaba muriendo. Mientras iba, la multitud le apretujaba. Y una mujer que tenía un flujo de sangre desde hacía doce años y que había gastado toda su hacienda en médicos sin que ninguno hubiese podido curarla, se acercó por detrás, le tocó el borde del manto y al instante cesó el flujo de sangre. Entonces dijo Jesús —¿Quién es el que me ha tocado? Al negarlo todos, dijo Pedro: —Maestro, la muchedumbre te aprieta y te empuja. Pero Jesús dijo: —Alguien me ha tocado, porque yo me he dado cuenta de que una fuerza ha salido de mí. Viendo la mujer que aquello no había quedado oculto, se acercó temblando, se postró ante él y declaró delante de todo el pueblo la causa por la que le había tocado, y cómo al instante había quedado curada. Él entonces le dijo: —Hija, tu fe te ha salvado. Vete en paz. Todavía estaba él hablando, cuando vino uno de la casa del jefe de la sinagoga diciendo: —Tu hija ha muerto, no molestes más al Maestro. Al oírlo Jesús, le respondió: —No temas, tan sólo ten fe y se salvará. Cuando llegó a la casa, no permitió que nadie entrara con él, excepto Pedro, Juan y Santiago, y el padre y la madre de la niña. Todos lloraban y se lamentaban por ella. Pero él dijo: —No lloréis; no ha muerto, sino que duerme. Y se burlaban de él, sabiendo que estaba muerta. Él, tomándola de la mano, dijo en voz alta: —Niña, levántate. Volvió a ella su espíritu y al instante se levantó, y Jesús mandó que le dieran de comer. Y sus padres quedaron asombrados; pero él les ordenó que no dijeran a nadie lo que había sucedido.

## Interpretación de la Iglesia católica
Este texto destaca la importancia de la fe a través de dos milagros, uno protagonizado por una  hemorroisa y otro por un hombre cuya hija ha muerto. La fe de la mujer, aunque expresada tímidamente, supera obstáculos y logra una curación aparentemente imposible al tocar la vestidura de Jesús. Se subraya que la fe puede lograr lo que la ciencia humana no puede. La fe de la hemorroísa, aunque expresada tímidamente, vence los obstáculos y consigue lo que parecía imposible: 

La fe curó en un momento lo que en doce años no pudo curar la ciencia humana. (…) La mujer tocó la vestidura y fue curada, fue liberada de un mal antiguo. Infelices de nosotros que, aun recibiendo y comiendo cada día el cuerpo del Señor, no nos curamos de nuestras calamidades. No es Cristo quien falta al que está enfermo, sino la fe. Ahora que Él permanece en nosotros podrá curar las heridas mucho más que entonces, cuando de paso curó de esta manera a una mujer» .

El segundo milagro involucra a un hombre destacado en la ciudad que se humilla ante Jesús, solicitando su intervención para resucitar a su hija muerta. Se destaca la necesidad de una fe significativa para presenciar milagros de tal magnitud. Se hacen referencia a ejemplos bíblicos, como la resurrección de Lázaro, para ilustrar cómo la fe puede llevar a cabo maravillas.
El texto concluye resaltando que a lo largo de la historia, la fe ha logrado sucesos extraordinarios. Desde elevar a personas hasta el cielo hasta superar obstáculos como las aguas del diluvio, multiplicar la descendencia de los estériles, calmar las olas del mar, sanar a los enfermos y derribar murallas, todos estos prodigios son realizados por la fe. Se destaca el poder y la capacidad de la fe para superar diversos desafíos, subrayando su papel fundamental en la experiencia de milagros y bendiciones divinas.

Aquel hombre creyó, y su hija resucitó y vivió. También cuando Lázaro estaba muerto, nuestro Señor dijo a Marta: Si crees, tu hermano resucitará. Y Marta le contestó: Sí, Señor, yo creo. Y el Señor le resucitó después de cuatro días. Acerquémonos, pues, carísimos, a la fe de la que brotan tantos poderes. La fe elevó a algunos hasta el cielo, venció las aguas del diluvio, multiplicó la descendencia de las que eran estériles, (…) calmó las olas, sanó a los enfermos, venció a los poderosos, hizo derruir murallas, cerró las bocas de los leones, extinguió la llama de fuego, humilló a los soberbios y encumbró a los humildes hasta el honor de la gloria. Todos estos portentos fueron realizados por la fe».

En la narración de estos dos milagros, Marcos revela su aprecio por los detalles que evocan recuerdos específicos. Sin embargo, cada uno de los elementos que relata está destinado a resaltar enseñanzas importantes para sus lectores: la importancia y el valor de la fe en Jesús, así como nuestro encuentro personal con Él.
En el caso de la mujer con hemorragia, Marcos destaca su situación desesperada y su audacia al tocar las vestiduras de Jesús, a pesar de la impureza legal que sufría. Después de la curación, Jesús inicia un diálogo para dejar claro a todos que la causa de la curación no se debe a algún tipo de encantamiento, sino a la fe de la mujer y al poder que emana de Él. Agustín de Hipona enfatiza que el acto de tocar simboliza la fe de la mujer.
La historia de Jairo también resalta la fe del jefe de la sinagoga. A pesar de su posición social, Jairo supera las dificultades y ruega a Jesús que vaya a curar a su hija, quien está al borde de la muerte. A lo largo de la narración, Jesús conforta la fe de Jairo en dos ocasiones, enfrentándose a la noticia de la muerte y las burlas. Al final, la fe de Jairo se ve recompensada con la resucitación de su hija.
Marcos utiliza estos relatos detallados de milagros para destacar la importancia de la fe en Jesús y cómo esta fe puede superar desafíos y ser recompensada con la intervención milagrosa del Señor.

Quien sabe dar buenos dones a sus hijos nos obliga a pedir, buscar y llamar. (…) Esto puede causar extrañeza si no entendemos que Dios nuestro Señor (…) pretende ejercitar con la oración nuestros deseos, y prepara la capacidad para recibir lo que nos ha de dar» .

El milagro, común a los tres evangelios sinópticos, es una lección sobre la necesidad y el valor de la fe a la hora de acercarse a Jesús. Pero los evangelios se complacen en señalar que la misma fe se puede expresar de muchas formas: 

Nunca faltan enfermos que imploran, como Bartimeo, con una fe grande, que no tienen reparos en confesar a gritos. Pero mirad cómo, en el camino de Cristo, no hay dos almas iguales. Grande es también la fe de esta mujer, y ella no grita: se acerca sin que nadie la note. Le basta tocar un poco la ropa de Jesús, porque está segura de que será curada.

Ejemplos de fe en Jesús son Jairo y la mujer: 

Esta mujer santa, delicada, religiosa, más dispuesta a creer, más prudente por el pudor —porque hay pudor y fe cuando se reconoce la propia enfermedad y no se desespera del perdón—, toca con discreción el borde de las vestiduras del Señor, se acerca con fe, cree con devoción, y sabe, con sabiduría, que ha sido curada (…). A Cristo se le toca con la fe, a Cristo se le ve con la fe. (…) Por tanto, si nosotros queremos ser también curados, toquemos con nuestra fe el borde de la vestidura de Cristo

 Ejemplos de la falta de fe son los mofaron de Jesús.

## Contradicciones
El pasaje del milagro de Jairo y la curación de la mujer es uno de los episodios que los estudiosos suelen mencionar para ilustrar las contradicciones de la Biblia, especialmente en lo relativo a la petición de Jairo, que en Mateo anuncia que la hija ha fallecido, mientras que en Marcos y Lucas le hace saber que está muy enferma o a la forma en que la mujer aborda a Jesús (que en Mateo es directa y sin mencionar compañía), mientras que en Marcos y Lucas se menciona la existencia de una gran multitud, y que no se reconoce a la mujer en un primer momento.

## En el arte y las tradiciones posteriores

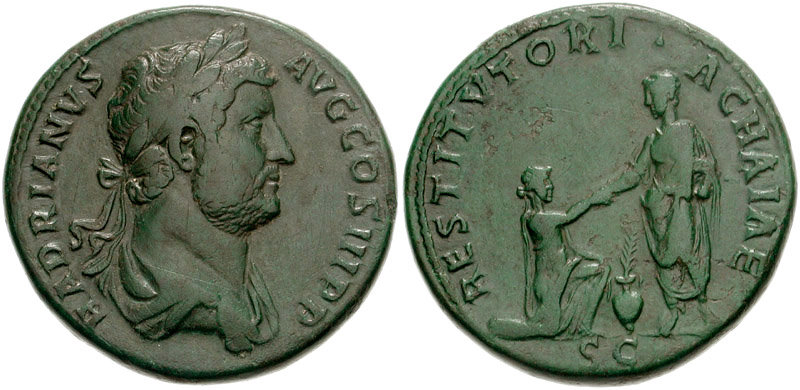
Moneda de Adriano; acepta el homenaje de una figura que representa a Acaya en este ejemplo.

Eusebio, escribiendo en el reinado de Constantino I, dice que él mismo vio un par de estatuas en bronce en Panease o Cesarea de Filipo (en los Altos del Golán en términos modernos) de Jesús y la hemorroísa, siendo la escultura en este momento una forma inusual para el representación de Jesús. Según su descripción, se parecían a una versión escultórica de la pareja tal como se mostraban en una serie de pinturas en las Catacumbas de Roma (véase ilustración en la parte superior). Él ve esto en términos de tradiciones antiguas de conmemorar a los notables locales en lugar de los más nuevos del arte cristiano primitivo. Las estatuas estaban colocadas fuera de la casa de la mujer, que venía de la ciudad, y se llamaba Verónica (que significa "imagen verdadera"), según los Actos apócrifos de Pilatos y la tradición posterior, que dan otros detalles de su vida.
Cuando Juliano el Apóstata se convirtió en emperador en el año 361, instigó un programa para restaurar el paganismo helénico como religión estatal. En Panease esto resultó en el reemplazo de la estatua de Cristo, con resultados descritos por Sozomeno, escribiendo en los años 440:

Habiendo oído que en Cesarea de Filipo, también llamada Panease Paneades, una ciudad de Fenicia, había una célebre estatua de Cristo, que había sido erigida por una mujer a quien el Señor había curado de un flujo de sangre. Julián ordenó que se derribara y se erigiera una estatua de sí mismo en su lugar; pero un violento fuego del cielo cayó sobre él, y quebró las partes contiguas al pecho; la cabeza y el cuello fueron arrojados postrados, y fue traspasado al suelo con la cara hacia abajo en el punto donde estaba la fractura del busto; y así ha estado desde aquel día hasta ahora, llena de herrumbre de relámpagos.Wilson, 2004, p. 99

Sin embargo, se ha señalado desde el siglo XIX que las estatuas probablemente fueron un malentendido o una distorsión de un grupo escultórico que, de hecho, representaba originalmente la sumisión de Judea al emperador Adriano. Las imágenes de este acoplamiento en particular, típicas de las imágenes adventus imperiales romanas, aparecen en varias monedas de Adriano, después de la represión de la revuelta de Bar Kokhba de 132-136. Las estatuas parecen haber sido sepultadas por un deslizamiento de tierra y algún tiempo después redescubiertas e interpretadas como cristianas. Dado que Cesarea de Filipo había sido celebrada por su templo del dios Pan, una atracción turística cristiana era sin duda una buena noticia para la economía de la ciudad.
Las representaciones del episodio que parecen dibujarse claramente en la estatua perdida, y por lo tanto se asemejan a las monedas supervivientes de la imagen imperial, aparecen con bastante frecuencia en el arte paleocristiano, con varias en las catacumbas de Roma, en el cofre de Brescia y en los primeros sarcófagos cristianos, y en ciclos de mosaicos de la Vida de Cristo como los de San Apolinar Nuevo en Ravena. Continuó representándose a veces hasta el período gótico, y luego después del Renacimiento.
La historia se reelaboró más tarde en el siglo XI en Occidente al agregar que Cristo le dio un retrato de sí mismo en un paño, con el que luego curó a Tiberio. Este rival occidental de la Imagen de Edesa o Mandylion finalmente se convirtió en el principal ícono occidental del Velo de Verónica, ahora con una historia diferente para "Verónica". La vinculación de esta imagen con el porte de la cruz en la Pasión y la aparición milagrosa de la imagen fue realizada por la Biblia de Roger d'Argenteuil en francés en el siglo XIII, y ganó mayor popularidad tras la internacionalmente popular obra, Meditaciones sobre la vida de Cristo de alrededor de 1300 por un autor Pseudo-Bonaventura. También es en este punto que otras representaciones de la imagen cambian para incluir una corona de espinas, sangre y la expresión de varón de dolores, y la imagen se volvió muy común en toda la Europa católica, formando parte del Arma Christi, y con el encuentro de Jesús y Verónica convirtiéndose en una de las estaciones del Vía crucis.